# پائوشای
پائوشای (به چینی: 泡菜؛ پین‌یین: pàocài؛ وید–گیلس: p'ao4 ts'ai4؛ سبزی‌های خیس شده)، که به‌عنوان پائو تسای نیز به زبان رومی شناخته می‌شود، یک اصطلاح عمومی برای ترشی است که به‌طور خاص در آب نمک تخمیر شده است.

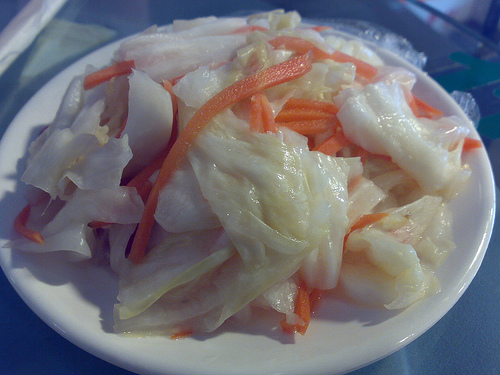
معنای لغوی:ترشی سبزی چینی:
泡菜

بیش از ۱۱ نوع سبزیجات ترشی در سراسر چین وجود دارد، اما پائوشای به خودی خود معمولاً به پائو کای سیچوانی (به چینی: 四川泡菜) اشاره دارد که عمدتاً در جنوب غربی چین تولید و مصرف می‌شود. طیف گسترده‌ای از سبزیجات (از جمله کلم چینی، کلم، تربچه، ساقه خردل، لوبیا بلند، فلفل، دایکون، هویج، و زنجبیل)، همراه با ادویه جات ترشی جات در آب نمک چاشنی قرار داده شده و بسته نگه داشته می‌شوند. به دلیل بافت ترد، عطر خاص و فواید سلامتی ناشی از تخمیر اسید لاکتیک آن، به‌طور گسترده به عنوان غذاهای جانبی، پیش غذا، و چاشنی استفاده می‌شود.سیچوان پائوشای هم در داخل کشور در زندگی روزمره مردم محلی و هم به صورت تجاری در صنعت تولید می‌شود و در سراسر چین محبوبیت دارد.
نام‌های دیگری که برای پائوشای به کار می‌رود عبارتند از ترشی سیچوان، کلم ترش چینی، کلم ترشی.

## تاریخچه
ادعاهای مربوط به تاریخ سیچوان پائوشای به شکل‌های مختلفی به سلسله شانگ برمی گردد اگرچه چنین منابعیلزوماً به‌طور خاص به سیچوان اشاره نمی‌کنند. ذکر خاصی از سیچوان پائوشای در سلسله چینگ رخ می‌دهد، زمانی که گفته می‌شود مردم محلی از پائو کای به عنوان جهیزیه استفاده می‌کنند. این رسم در برخی از مناطق سیچوان تا به امروز باقی مانده است و نشان دهنده اهمیت پائو شای در زندگی مردم از دوران باستان است.
در تاریخ توسعه پائوشای در چین، سیچوان پائوکای به‌طور گسترده ثبت شده است مثل، خواه آب و هوا و خاک مناسب برای رشد سبزیجات خام برای پائو کای، فناوری تولید پائوشای، ظروف تخمیر پائوشای (به عنوان مثال. jar pao cai)، محبوبیت پائوشای یا وضعیت در صنعت پائوشای

## تولید

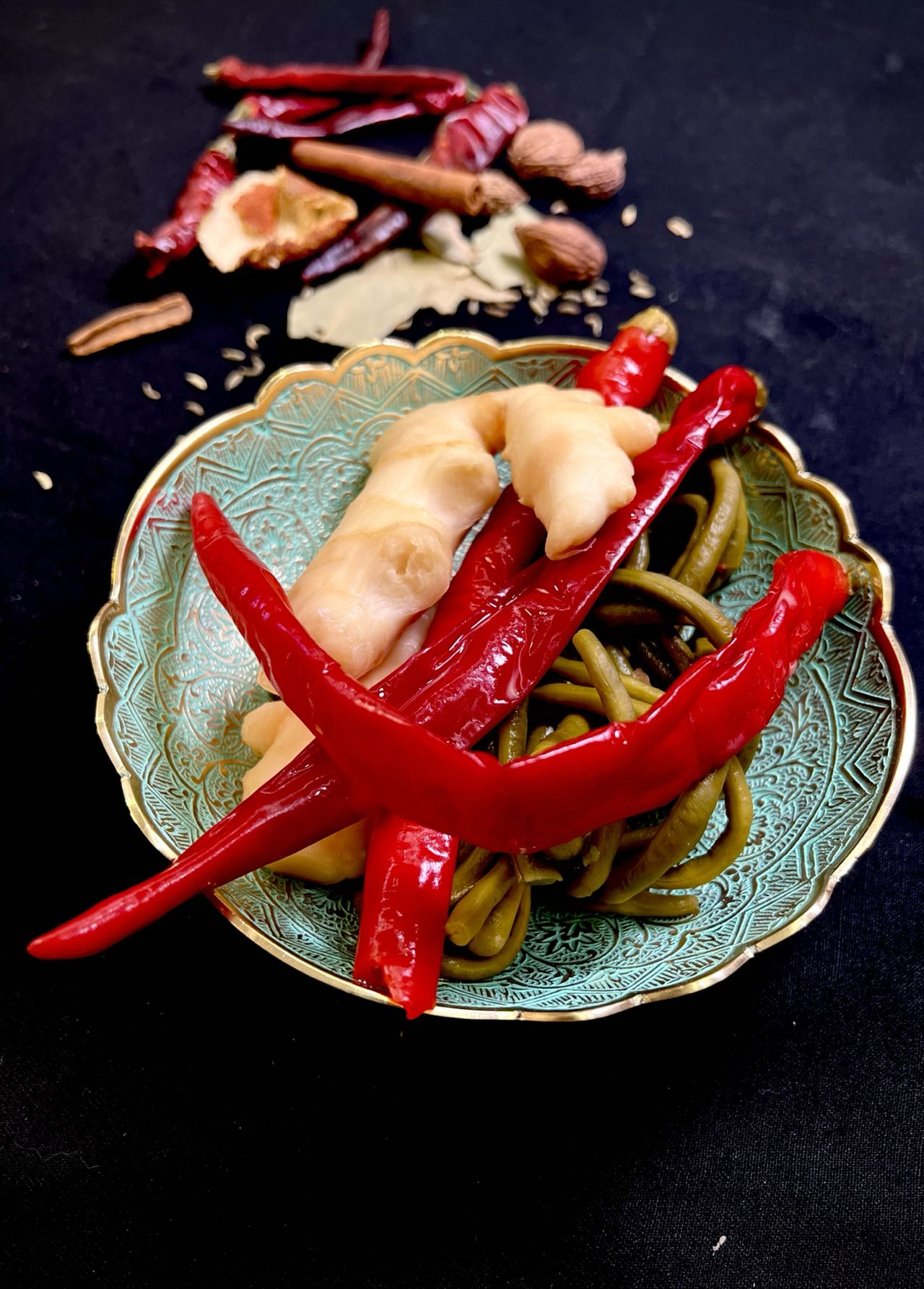
سیچوان پائوکای (فلفل، زنجبیل و لوبیا چشم بلبلی)

سیچوان پائوشای معمولاً از سبزیجات تازه یا شور مانند تربچه، هویج و لوبیا چشم بلبلی با تخمیر بی هوازی در دمای محیط بر اساس میکروب‌های موجود در مواد خام ساخته می‌شود. میکروب‌ها عمدتاً باکتری‌های اسید لاکتیک (LAB) هستند که ترجیحاً تحت شرایط تخمیر رشد می‌کنند. مواد خام در آب نمک (با غلظت ۶تا ۸درصد نمک) غوطه ور می‌شوند که با سس‌هایی مانند زنجبیل، فلفل چیلی، فلفل سیچوان و سیر چاشنی می‌شود.مردم محلی سیچوان از آب نمک پائو شای قدیمی برای تخمیر استفاده می‌کنند. اگر آب نمک کهنه فاسد نشده باشد یا بوی نامناسبی نداشته باشد، اغلب برای چندین سال یا حتی دهه‌ها مجدداً استفاده می‌شود آب نمک سیچوان پائوشای کهنه شده می‌تواند مقادیر زیادی باکتری اسید لاکتیک را فراهم کند، که به رشد سریع آن و تبدیل شدن به میکروارگانیسم‌های غالب کمک می‌کند.
تولید سیچوان پائوشای خانگی از کوزه‌های مخصوص طراحی شده استفاده می‌کند.بالای کوزه با یک بریدگی دایره ای شبیه لبه باریکه احاطه شده است و در آن مانند یک کاسه در بالای کوزه وارونه است. شکاف با آب پر می‌شود تا شیشه را ببندد و یک محیط بی هوازی برای باکتری‌های اسید لاکتیک ایجاد کند.گاز تولید شده توسط میکروب‌ها در طی فرایند تخمیر در داخل شیشه می‌تواند از طریق حل شدن در آب از شیشه خارج شود. بسیاری از خانواده‌های محلی در سیچوان کوزه‌های پائوشای در خانه دارند.

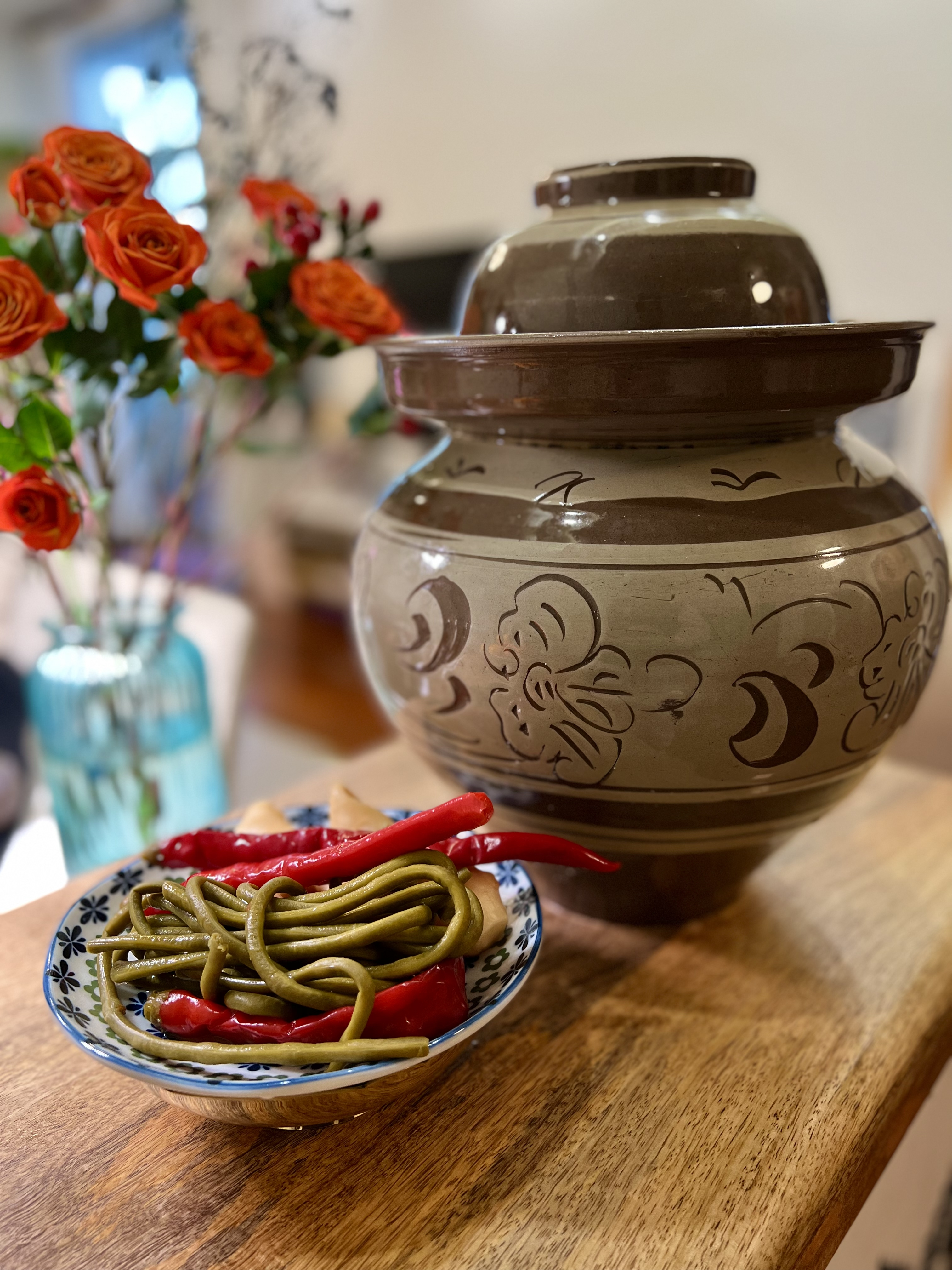
سیچوان پائو شای و پائوشای جار

در تولیدات صنعتی، سیچوان پائوشای به سه دسته تقسیم می‌شود: ترشی تخمیر شده، ترشی فوری و سایر ترشی‌ها.[ خیارشورهای تخمیر شده را ابتدا برای تخمیر در آب نمک خیس کرده و سپس تلخ یا محلول را در آن اضافه می‌کنند. مواد جامد کمتر از۵۰ درصد هستند و از مایع جدا نمی‌شوند. ترشی‌های فوری نیز در وهله اول در آب نمک خیس می‌شوند. سپس آنها را تغییر شکل می‌دهند، نمک زدایی می‌کنند، لباس می‌پوشند، بسته‌بندی می‌کنند و روی خط مونتاژ استریل می‌کنند. ترشی‌های دیگر علاوه بر مواد سنتی، مواد دیگری مانند قارچ، حبوبات، جلبک دریایی را انتخاب می‌کنند.

## مزایای سلامتی
سیچوان پائوشای دارای فیبرهای فراوان، ویتامین‌ها، مواد معدنی و مقادیر کمی کربوهیدرات است که می‌تواند به تعادل در تغذیه رژیم غذایی کمک کند. به دلیل وجود باکتری غنی از اسید لاکتیک در سیچوان پائوشای، باکتری‌هایی که باعث بیماری‌های روده می‌شوند را می‌توان مهار کرد که منجر به تعادل میکروبیولوژیکی در روده می‌شود. در برخی از مناطق سیچوان، آب نمک سیچوان پائوشای برای درمان اسهال، سرماخوردگی و سایر بیماری‌ها استفاده می‌شود. علاوه بر این، برخی از انواع باکتری‌های اسید لاکتیک در سیچوان پائوشای ممکن است با تأثیر بر میکروبیوم دهان به سلامت دهان کمک کنند.همچنین، باکتری‌های اسید لاکتیک جدا شده از سیچوان پائوشای را می‌توان به دارو تبدیل کرد، به‌طور قابل توجهی تجمع چربی را کاهش می‌دهد و در نتیجه در برابر کبد چرب مقاومت می‌کند.